# Лазеба Семен Іванович
Семен Іванович Лазе́ба (нар. 16 лютого 1906, Ксенівка — пом. 11 жовтня 1986, Львів) — український радянський графік; член Спілки художників України з 1945 року.

## Біографія
Народився 3 [16] лютого 1906 року у салі Ксенівці (тепер у складі міста Горлівки Донецької області, Україна). 1938 року закінчив Московський художній інститут де навчався у Володимира Фаворського, Андрія Гончарова, Павла Павлинова, Дмитрія Моора. Після здобуття мистецької освіти викладав у ньому.
Брав участь у німецько-радянській війні. Нагороджений орденом Вітчизняної війни II-го ступеня (23 грудня 1985), медаллю «За бойові заслуги» (18 квітня 1945). Член ВКП(б) з 1943 року.
З 1948 року викладав у Львівському інституті прикладного та декоративного мистецтва: у 1951–1959 роках — заступник директора, доцент з 1953 року, у 1957–1959 роках — завідувач кафедри рисунка. Жив у Львові в будинку на вулиці Немировича-Данченка № 34, квартира 6. Помер у Львові 11 жовтня 1986 року.

## Творчість
Працював у галузі станкової графіки (кольорова ліногравюра, літографія, акварель). У стилі реалізму створював пейзажі, портрети, картини на історичну тематику. Серед робіт:
- «Зима у Львові» (1949);
- «Колгоспна молодь» (1951);
- «Богдан Хмельницький під Жовтими Водами» (1953, кольорова ліногравюра);
- «Штурм Високого Замку військом Максима Кривоноса» (1954);
- «У долині Трансильванських Альп» (1954);
- «Відпочинок» (1954);
- «Зустріч переможців» (1954);
- «Шторм» (1957);
- «Ранок у Гурзуфі» (1957);
- «Тарас Шевченко» (1960);
- «Перебендя» (1964, ліногравюра);
- триптих «Оновлення світу» (1970, кольорові ліногравюри);
- «Повернення з Перемогою» (1967, серія ліногравюр);
- «Володимир Ленін і Максим Горький на Капрі» (1969);

Бра участь у всеукраїнських мистецьких виставках з 1951 року. 
Окремі твори зберігаються у Горлівському художньому музеї.
Автор статті «Про розвиток художньо-пізнавального початку в роботі з натури» // «Високе призначення радянського мистецтва» (Львів, 1975).